# Proscymnodon
Proscymnodon es un género de escualiformes en la familia Somniosidae. Contiene a las siguientes especies:
- Proscymnodon macracanthus
- Proscymnodon plunketi